# Uciechy staropolskie
Uciechy staropolskie – spektakl Kazimierza Dejmka według krotochwili Hiacynta Przetockiego pod tym samym tytułem.
Misterium składa się z ośmiu tekstów:
1. Pater, magister et Filus
2. Kupiec z Śmiercią na motywach Kupca Mikołaja Reja i anonimowego moralitetu Starzec ze śmiercią
3. Sejm piekielny – w oparciu o utwór Sejm piekielny straszliwy i examan książęca piekielnego Januariusa Sowizraliusa
4. Krotofila szewska wg: Adam Władysławiusz, Gretka, Urban, Orczykoś i anonimowego intermedium O Ojcu i Synie szewcu
5. Cnotka i trzej dziadkowie – fragment z intermedium Trzej stryszy i balwierz
6. Pan, Chłop, Dziewczyny dwie i Wdowiec – wg Dialogus de Nativitate
7. Nędza z Bidą z Polski idą
8. Krotofila piekarska – wg krotofili: Bigos upity odszedł od siebie

Ponadto intermedia przeplatane są pieśniami autorstwa: Piotr Baryka, Dzwonkowski, Jan Jurkowski, Jan Kochanowski, Sebastian Fabian Klonowic, Petkowski, Mikołaj Rej, Szymon Zimorowic, i tekstami anonimowymi z literatury XVI-XVII w.
Ostatnia część (po Żywocie Józefa, Historyi o chwalebnym Zmartwychwstaniu Pańskim, Dialogus de Passione i Grze o Narodzeniu i Męce) dejmkowskiego staropolskiego nurtu pasyjnego, tym razem niefrasobliwe, rubaszne, sowizdrzalskie, komiczne.
Kazimierz Dejmek reżyserował spektakl dwukrotnie (Teatr Nowy w Łodzi, 1980 i Teatr Polski w Warszawie, 1981). Jego kontynuatorem został Bogdan Baer, który po raz pierwszy wyreżyserował misterium w roku 1982.

## Realizacje (wybór)
W roku 1990 wystawił tę sztukę pod zmienionym tytułem „Sejm piekielny albo Uciechy staropolskie” Tomasz Jaworski w opracowaniu muzycznym Mieczysława Mazurka w Teatrze Lalki i Aktora im. H.Ch. Andersena w Lublinie.
Od 1982 r. spektakl realizował Bogdan Baer. W 1996 spektakl wyreżyserował Bogdan Baer (który wcześniej występował w jako aktor w tym utworze w reż. K. Dejmka) w Teatrze im. Juliusza Osterwy w Lublinie.